# Federico Cortés
Federico Cortés (* 24. November 1937 in San Salvador de Jujuy) ist ein ehemaliger argentinischer Radrennfahrer.

## Sportliche Laufbahn
Cortés war Teilnehmer der Olympischen Sommerspiele 1960 in Rom. Die argentinische Mannschaft kam mit Ricardo Senn, Gabriel Niell, Federico Cortés und Pedro Simionato im Mannschaftszeitfahren auf den 12. Platz. Bei den Panamerikanischen Spielen 1959 gewann er mit Ricardo Senn, Héctor Acosta und Antonio Alexandre die Bronzemedaille in der Mannschaftsverfolgung.